# Lithosia deplana
Lithosia deplana là một loài bướm đêm thuộc phân họ Arctiinae, họ Erebidae.